# Tuopteberg
De Tuopteberg, Samisch: Duoptečohkka, is een berg in het noorden van Zweden. De Tuopteberg ligt in de gemeente Kiruna tussen het Torneträsk en de grens met Noorwegen in onbewoond gebied. De Tuopteberg levert smeltwater aan zowel de Westelijke als de Oostelijke Tuopterivier. De Tuoptekloof ligt ten noordwesten van de berg.